# Parque nacional Río Guy Fawkes

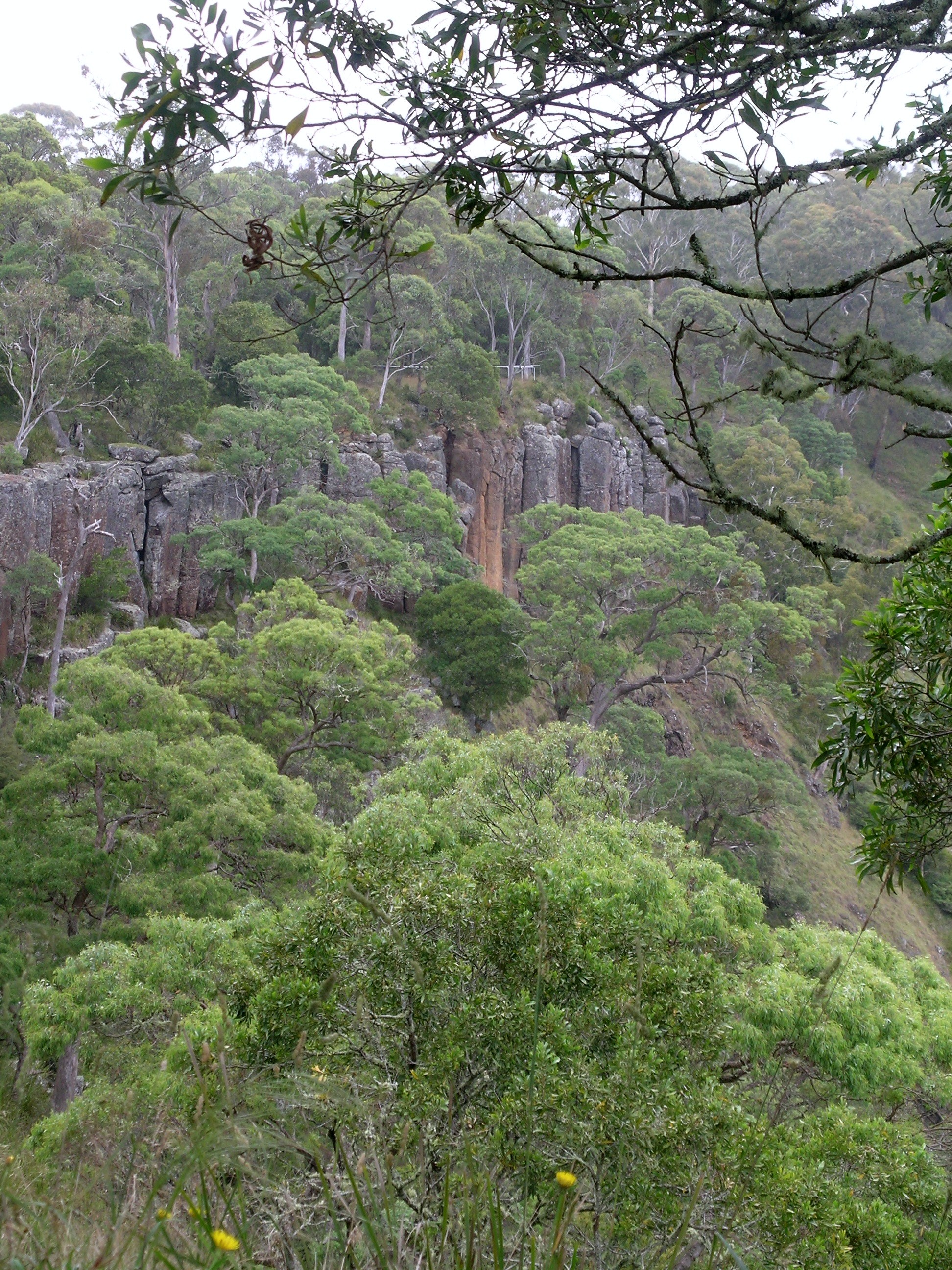
Parque Nacional del Río Guy Fawkes, Nueva Gales del Sur

El Parque nacional Río Guy Fawkes (Guy Fawkes River National Park) es un parque nacional en Nueva Gales del Sur (Australia), ubicado a 447 km al norte de Sídney.

## Datos
- Área: 664 km²
- Coordenadas: 29°57′47″S 152°14′00″E / -29.96306, 152.23333
- Fecha de Creación: 30 de junio de 1972
- Administración: Servicio Para la Vida Salvaje y los Parques nacionales de Nueva Gales del Sur (New South Wales National Parks and Wildlife Service)
- Categoría IUCN: Ib